# Billingsley (Alabama)
Billingsley ist eine Stadt im Autauga County im US-amerikanischen Bundesstaat Alabama. Zum Zeitpunkt des United States Census 2020 hatte der Ort 125 Einwohner. Billingsley hat eine Gesamtfläche von 3,4 km².

## Geographie
Billingsley liegt im Zentrum Alabamas im Süden der Vereinigten Staaten, etwa 16 Kilometer östlich des ca. 1600 km² großen Talladega National Forest.
Nahegelegene Orte sind unter anderem Clanton (16 km nördlich), Plantersville (18 km westlich), Verbena (19 km nordöstlich) und Maplesville (19 km nordwestlich). die nächste größere Stadt ist mit 205.000 Einwohnern die etwa 38 Kilometer südöstlich entfernt gelegene Hauptstadt Alabamas, Montgomery.

## Geschichte
Die Stadt wurde nach einer hier ansässigen Familie benannt. 1884 wurde ein Postamt eröffnet.

## Verkehr
Etwa 3 Kilometer südöstlich der Stadt verlaufen auf gemeinsamer Trasse der U.S. Highway 82 und die Alabama State Route 6. 18 Kilometer östlich der Stadt verläuft der Interstate 65, der auf einer Länge von 1436 Kilometern von Alabama bis nach Indiana verläuft. Einen Kilometer weiter östlich befindet sich die Trasse des U.S. Highway 31.
Etwa 22 Kilometer nördlich der Stadt befindet sich der Chilton County Airport, 30 Kilometer südlich außerdem der Flughafen der Stadt Prattville, Prattville–Grouby Field.

## Demographie
Zum Zeitpunkt der United States Census 2000 hatte Billingsley 116 Einwohner, die sich auf 46 Haushalte und 33 Familien verteilten. Die Bevölkerungsdichte beträgt 38 Einwohner/km². 90,52 % der Bevölkerung waren weiß, 6,03 % afroamerikanisch. In 21,7 % der Haushalte lebten Kinder unter 18 Jahren. Das Durchschnittseinkommen betrug 44.688 US-Dollar, wobei 11,7 % der Bevölkerung unterhalb der Armutsgrenze lebten.
Bis zur United States Census 2010 stieg die Einwohnerzahl auf 144.